# Crash (pel·lícula de 1996)
|  | Aquest article tracta sobre pel·lícula de 1996. Vegeu-ne altres significats a «Crash». |

Crash és una pel·lícula canadenca dirigida per David Cronenberg el 1996, segons la novel·la homònima de James Graham Ballard.

## Argument
El productor de cinema James Ballard i la seva dona, Catherine, estan en un matrimoni obert. La parella té diverses cites, utilitzant els detalls íntims de les seves trobades extramatrimonials per alimentar les seves pròpies relacions sexuals. Catherine relata una trobada sexual que va tenir aquell dia amb un desconegut en un hangar d'avions d'hèlix, però no va quedar satisfeta. Quan James respon que no va aconseguir satisfacció durant la seva pròpia trobada amb una companya de feina a causa d'una interrupció d'un membre de l'equip de rodatge, Catherine respon: "Potser la següent".
Una nit, mentre conduïa cap a casa des de la feina, el cotxe de James xoca frontalment amb un altre, matant el seu passatger masculí. Mentre està atrapada entre les restes fusionades, la doctora Helen Remington, la conductora i esposa del passatger mort, exposa un pit a James mentre es treu l'arnès de l'espatlla del cinturó de seguretat.
Durant la seva recuperació, James es retroba amb Helen i també es troba amb Robert Vaughan, que mostra un gran interès per la fèrula que subjecta la cama trencada de James. Després de sortir de l'hospital, Helen i James comencen una aventura, impulsada principalment per la seva experiència compartida de l'accident de cotxe. Assisteixen a una de les actuacions de culte de Vaughan, on recrea meticulosament l'accident de cotxe que va matar James Dean utilitzant rèpliques de cotxes i acròbates. Quan els funcionaris del Departament de Transport interrompen l'esdeveniment, James fuig amb Helen i Vaughan.
James aviat es converteix en un dels seguidors de Vaughan, que fetitxitza els accidents de cotxe, mira obsessivament vídeos de proves de seguretat de cotxes, fotografia col·lisions de trànsit i relata les morts de persones famoses en accidents de trànsit. Catherine, que ha notat que Vaughan la segueix amb el seu cotxe en diverses ocasions, comença a fantasiar amb ell i James tenint relacions sexuals. Tot i que Vaughan inicialment afirma que està interessat en la "remodelació del cos humà mitjançant la tecnologia moderna", el seu veritable projecte és viure la filosofia que l'accident de cotxe és una "psicopatologia benèvola que ens crida l'atenció".
James condueix el Lincoln descapotable de Vaughan per la ciutat mentre Vaughan recull una prostituta i té relacions sexuals amb ella al seient del darrere. Poc després, James convida Catherine a un dels seus viatges amb Vaughan. Veuen com la policia escorcolla el descapotable de Vaughan en relació amb un atropellament i fuga de vianants, deixant Vaughan angoixat. En una carretera interestatal, es troben amb un accident de cotxe en què està involucrat Colin Seagrave, un membre del grup que havia planejat recrear autènticament l'accident de cotxe que va matar Jayne Mansfield amb Vaughan. Entre les restes, els tres veuen el cadàver ensangonat de Colin, vestit amb una perruca rossa i un vestit que s'assembla a Mansfield. Vaughan fotografia l'escena mentre passen. James s'adona d'una sang inexplicable al parafang i els condueix a través d'un rentat de cotxes mentre Vaughan i Catherine tenen relacions sexuals al seient del darrere. De tornada a casa, Catherine jeu al llit amb ferides visibles, tot i que superficials, pel toc de Vaughan, plorant mentre James la toca. Tornen a tenir relacions sexuals, mentre Catherine demana a James que s'imagini tenir relacions sexuals amb Vaughan.
Posteriorment, James té una cita amb Gabrielle, una altra membre del grup, les cames de la qual estan recobertes amb fèrules d'acer restrictives i que té una cicatriu semblant a una vulva a la part posterior d'una de les cuixes per una lesió d'accident. Li esquinça les mitges de reixeta i li penetra la cicatriu. Més tard, Vaughan convida James a visitar un tatuador, que pinta emblemes de cotxes al cos de Vaughan. Després, James i Vaughan tenen relacions sexuals al cotxe de Vaughan.
Quan Vaughan xoca amb el seu cotxe contra el de Catherine mentre està desatès, ell i James es persegueixen agressivament. En un pas elevat, Vaughan estavella intencionadament el seu cotxe, aterrant sobre un autobús de passatgers que hi ha a sota i suïcidant-se. Després de la mort de Vaughan, Gabrielle i Helen visiten un desballestament i s'abracen afectuosament mentre jeuen sobre les restes del cotxe de Vaughan.
Més tard, James i Catherine realitzen una acrobàcia similar, amb James perseguint-la a gran velocitat per una autopista. Catherine es descorda el cinturó de seguretat quan veu que James s'acosta, i ell xoca contra la part posterior del seu cotxe, fent que caigui sobre una mitjana coberta d'herba. James surt del seu cotxe i s'acosta al de Catherine, que s'ha bolcat. Catherine jeu parcialment sota el cotxe, aparentment només superficialment ferida. Quan James li pregunta si està bé, ella li diu que no està ferida. Mentre la parella es besa i comença a tenir relacions sexuals parcialment sota el vehicle destrossat, James xiuxiueja a una Catherine que plora: "Potser el següent".

## Repartiment
- James Spader: James Ballard
- Holly Hunter: Helen Remington
- Elias Koteas: Vaughan
- Deborah Kara Unger: Catherine Ballard
- Rosanna Arquette: Gabrielle
- Peter MacNeill: Colin Seagrave
- Yolande Julian: la prostituta de l'aeroport
- Cheryl Swarts: Vera Seagrave
- Judah Katz: venedor
- Nicky Guadagni: tatuador
- Ronn Sarosiak
- Boyd Banks
- Markus Parilo
- Alice Poon
- John Stoneham Jr.

## Premis i nominacions
- Premi especial del jurat al Festival de Canes 1996